# Chantal Jouanno

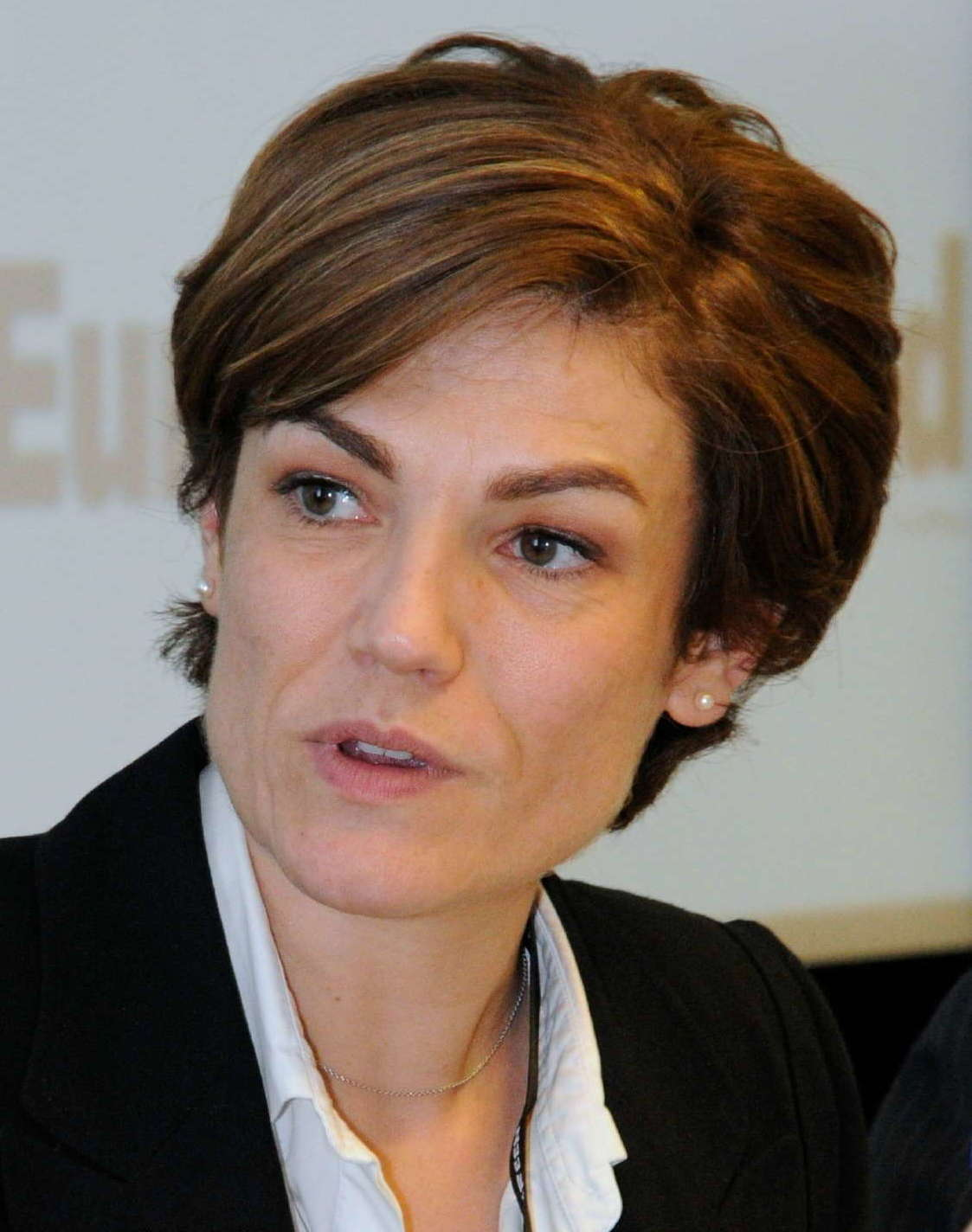
Chantal Jouanno (2010)

 Chantal Jouanno (* 12. Juli 1969 in Vernon, Département Eure, als Chantal Paul) ist eine französische Politikerin (UMP, danach UDI). Sie war von 2010 bis 2011 Sportministerin, von 2011 bis 2017 Mitglied des französischen Senats. Seit 2018 ist sie Präsidentin der Commission nationale du débat public (CNDP; „nationale Kommission für öffentliche Debatte“).

## Ausbildung und Familie
Chantal Jouanno absolvierte nach dem Abitur (Baccalauréat) ein Fachhochschulstudium in Außenhandel, das sie mit brevet de technicien supérieur (BTS) abschloss. Ab 1988 war sie als Exportassistentin für Afrika und Lateinamerika beim Autohersteller Citroën. Von 1989 bis 1990 absolvierte sie ein Praktikum bei der Internationalen Bank für Westafrika (BIAO). Ein Studium der Wirtschafts- und Sozialverwaltung an der Université Paris 1 Panthéon-Sorbonne schloss sie mit der Maîtrise ab. Sie arbeitete beim staatlichen Energiekonzern Électricité de France (EDF). Dann absolvierte sie die Elitehochschulen Sciences Po und École nationale d’administration (ENA; Abschlussjahrgang 1999 « Cyrano-de-Bergerac »). Während ihrer Ausbildung spezialisierte sie sich auf Umweltfragen. Zudem war sie Spitzensportlerin und ist zwölffache Karatemeisterin Frankreichs. 
Jouanno ist verheiratet und hat drei Kinder.

## Politische Karriere
Sie wurde 1999 zur Verwaltungsbeamtin ernannt und war zunächst als Unterpräfektin und Büroleiterin des Präfekten der Region Poitou-Charentes tätig. Sie übernahm ab 2002 eine Beratertätigkeit im Innenministerium beim Zentralleiter für öffentliche Sicherheit und wurde dort später Büroleiterin im Bereich Statuten und Personalfragen in der Hauptabteilung für lokale Gebietskörperschaften. Zudem war sie als Redenschreiberin des damaligen Innenministers Nicolas Sarkozy tätig und trat auch dessen Partei, der konservativen Union pour un mouvement populaire (UMP), bei. 2003 war sie Referentin in der Generalabteilung der nationalen Polizei und Beraterin für nachhaltige Entwicklung sowie Verkehrssicherheit beim Innenministerium. Als Sarkozy 2004 als Innenminister entlassen und zum Präsidenten des Generalrats des Départements Hauts-de-Seine gewählt wurde, folgte ihm Jouanno als Büroleiterin. Sarkozy wurde 2007 zum Staatspräsidenten gewählt und Jouanno übernahm eine Beratertätigkeit für nachhaltige Entwicklung im Präsidialamt. 2008 wurde sie Präsidentin der Agentur für Umwelt und Energie (Ademe) sowie Mitglied des Verwaltungsrats der Agentur für die Entsorgung radioaktiver Abfälle (ANDRA).

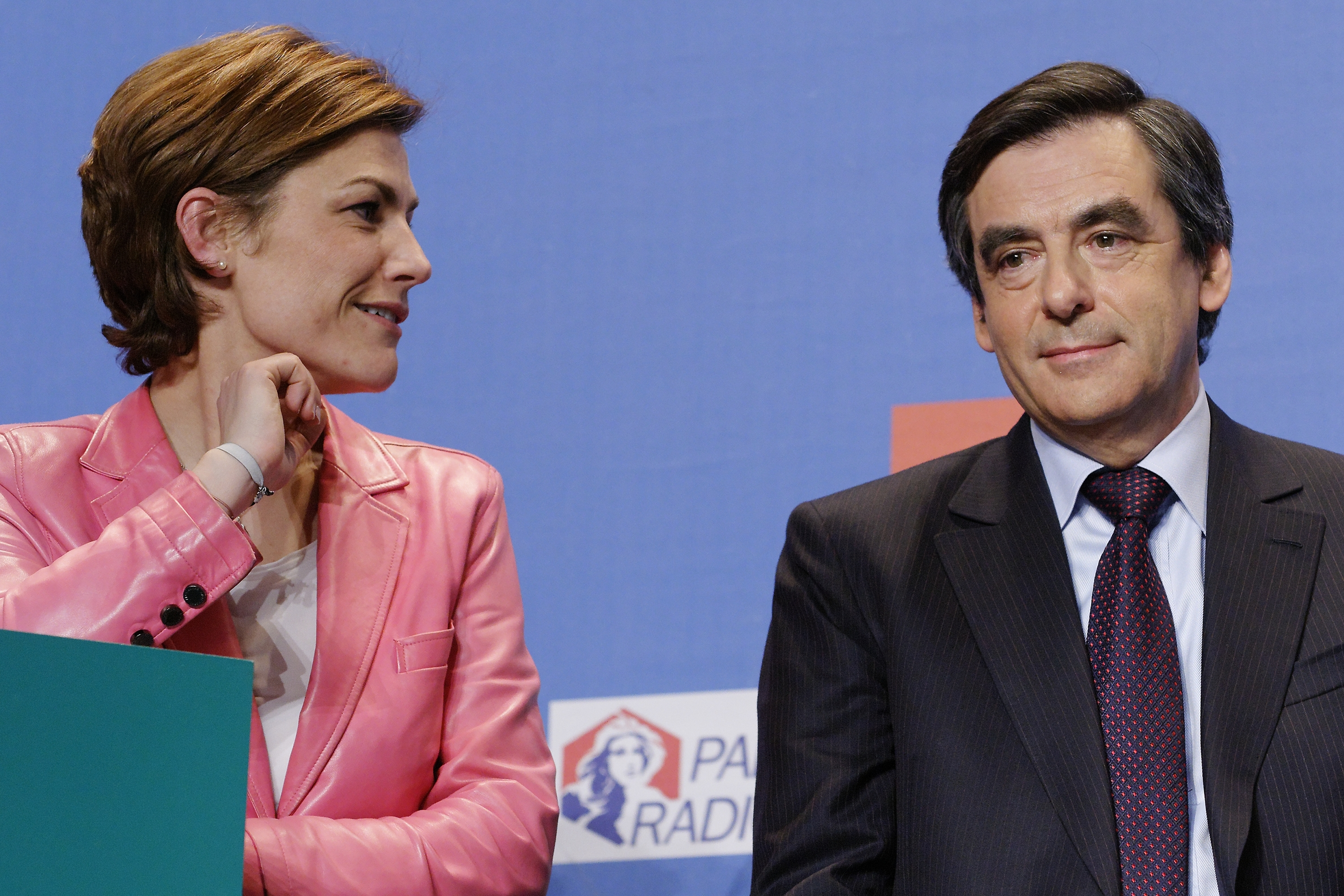
Jouanno mit dem Premierminister François Fillon (2010)

Von Januar 2009 bis November 2010 war sie Staatssekretärin für Ökologie in der Regierung Fillon II. In dieser Position war sie für die Organisation des Grenelle de l’environnement, eines runden Tischs zu Umweltproblemen, verantwortlich. Bei der Regionalwahl 2010 wurde sie in den Regionalrat der Île-de-France gewählt. Von November 2010 bis September 2011 war sie Ministerin für Sport im Kabinett Fillon III, bevor sie im Zuge ihrer Wahl zur Senatorin von diesem Amt zurücktrat. Im September 2011 wurde Jouanno als Vertreterin der Hauptstadt Paris in den französischen Senat gewählt. Im Oktober 2012 trat Jouanno von der UMP zur von Jean-Louis Borloo gegründeten und in der politischen Mitte positionierten Union des démocrates et indépendants (UDI) über. Von 2014 bis 2017 war sie Vorsitzende der Senatsdelegation für Frauenrechte.
Chantal Jouanno bewarb sich um die Kandidatur des bürgerlichen Lagers für das Amt der Pariser Bürgermeisterin ab 2014; an ihrer Stelle wurde jedoch Nathalie Kosciusko-Morizet nominiert, die schließlich der sozialistischen Kandidatin Anne Hidalgo unterlag. Zur Europawahl 2014 kandidierte sie für die gemeinsame Liste von UDI und MoDem in der Île-de-France, verpasste jedoch den Einzug ins EU-Parlament. Bei der Regionalwahl im Dezember 2015 wurde Jouanno jedoch über die gemeinsame Liste der Mitte-rechts-Parteien Les Républicains (Nachfolgepartei der UMP) und UDI zur Vizepräsidentin des Regionalrats von Île-de-France gewählt (unter Valérie Pécresse als Präsidentin). Im September 2017 zog sie sich zunächst aus der Politik zurück und wurde als Personalberaterin („Headhunter“) tätig. Im Februar 2018 wurde sie in den Verwaltungsrat der französischen Entwicklungsbank Agence française de développement (AFD) berufen.
Präsident Emmanuel Macron ernannte sie im März 2018 zur Präsidentin der Commission nationale du débat public (CNDP). In dieser Position hätte sie den Bürgerdialog (« grand débat national ») mit der Gelbwestenbewegung leiten sollen; einige Tage vor dem für Mitte Januar 2019 vorgesehenen Beginn trat sie jedoch von diesem Auftrag zurück, nachdem Kritik an der Höhe ihres Gehalts von knapp 15.000 Euro monatlich aufgekommen war. Ihr Amt als Präsidentin des CNDP behielt sie allerdings.